# Shake Your Head
„Shake Your Head” – singel niemieckiej piosenkarki C.C. Catch wydany w 2003 roku przez wytwórnię Dance Street. Jest to druga (po albumie Hear What I Say i promujących go singlach) próba zaistnienia wokalistki na rynku muzycznym bez współpracy z Dieterem Bohlenem. Singel kontynuował dobrą serię artystki na hiszpańskiej liście przebojów, docierając do 12. miejsca na niej.

## Lista utworów

### Wydanie na 12"[1]
A. „Shake Your Head 2003 (Extended Club Mix)” – 5:42
B. „Shake Your Head 2003 (Electric Space Mix)” – 4:40

### Wydanie na CD[2]
1. „Shake Your Head 2003 (Radio Edit)” – 3:30
2. „Shake Your Head 2003 (Extended Club Mix)” – 5:42
3. „Shake Your Head 2003 (Electric Space Mix)” – 4:40
4. „How Does It Feel” – 2:44
5. „Spring” – 3:14

## Listy przebojów (2003)
| Państwo           | Najwyższa pozycja |
| ----------------- | ----------------- |
| Hiszpania (AFYVE) | 12                |

## Autorzy[4]
- Muzyka: David Weiss (1, 2, 3), Don Fagenson (1, 2, 3), Bass–Tee (4, 5), Cyrus Valentine (4, 5), Shirin Valentine (4, 5), Leela (4, 5)
- Autor tekstów: David Weiss (1, 2, 3), Don Fagenson (1, 2, 3), Bass–Tee (4, 5), Cyrus Valentine (4, 5), Shirin Valentine (4, 5), Leela (4, 5)
- Śpiew: C.C. Catch
- Producent: Bass–Tee, Cyrus Valentine, Shirin Valentine